# Brotherella
Brotherella là một chi rêu trong họ Sematophyllaceae.